# Bufo oblongus
Bufo oblongus és una espècie d'amfibi que viu a l'Iran, Turkmenistan i, possiblement també, a l'Afganistan.